# Donadini-Haus
Das Donadini-Haus ist das Atelier- und Sommerhaus von Ermenegildo Antonio Donadini. Drumherum befindet sich der Garten zum Donadini-Haus, der aufgrund zahlreicher Spolien zu den denkmalpflegerischen Nebenanlagen zählt. Das Anwesen steht im sächsischen Radebeul im Stadtteil Zitzschewig, Rietzschkegrund 21.

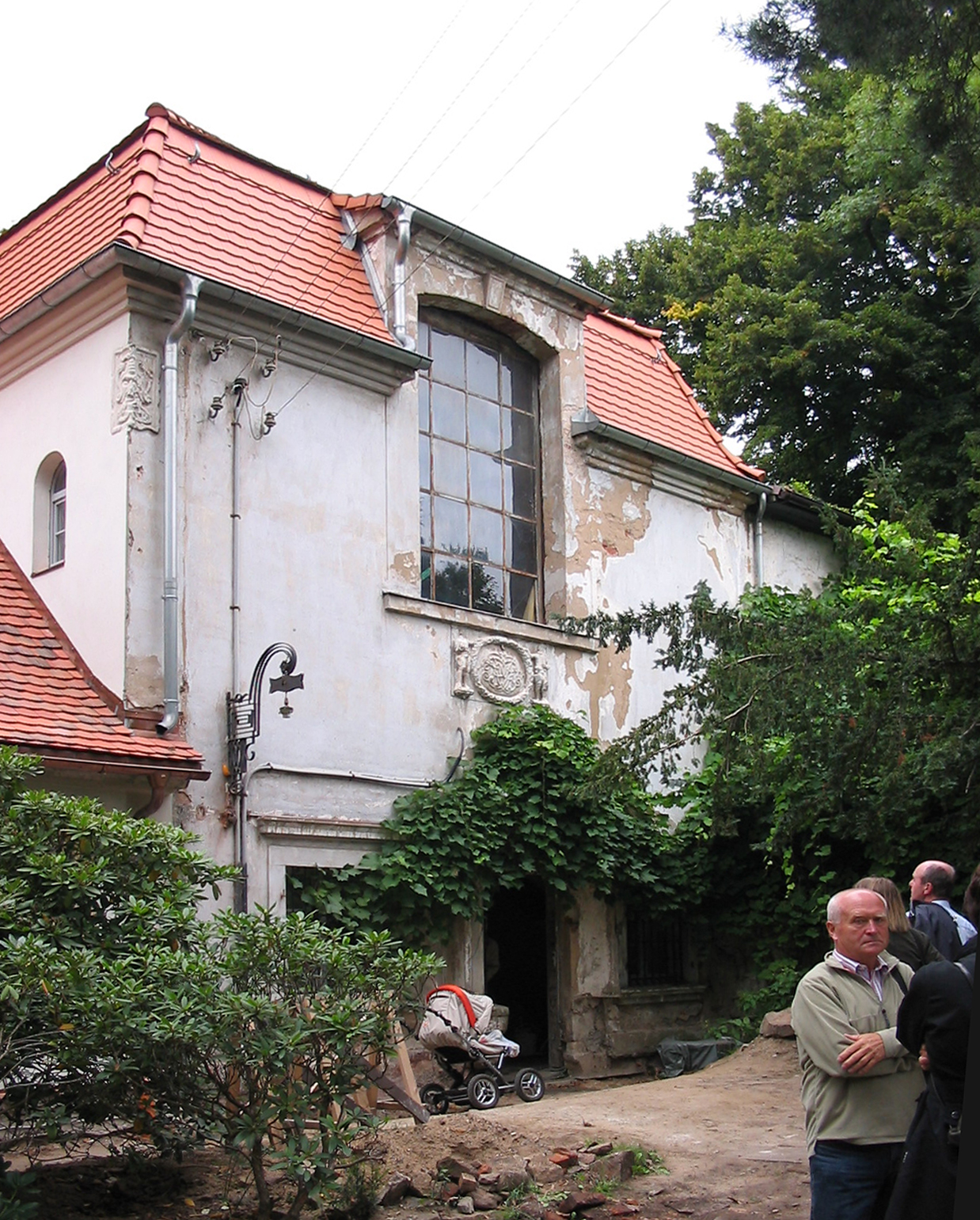
Atelierbau

## Geschichte

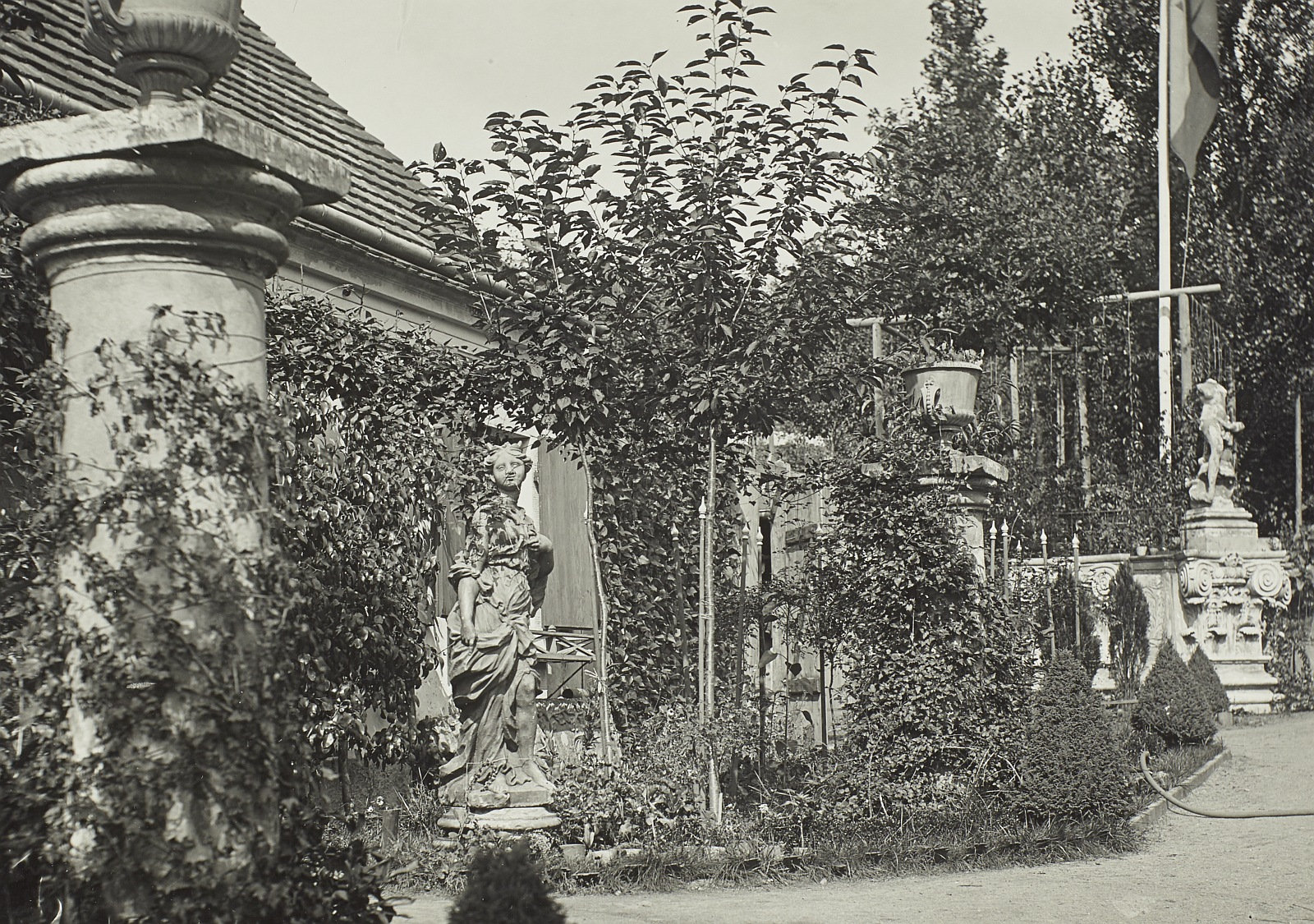
„Mein Gartengrundstück Ritzschkegrund, aufgenommen 1894“. Fotografiert von Donadini.
Blick auf den Platz des späteren Atelierbaus, links das Ursprungsgebäude.

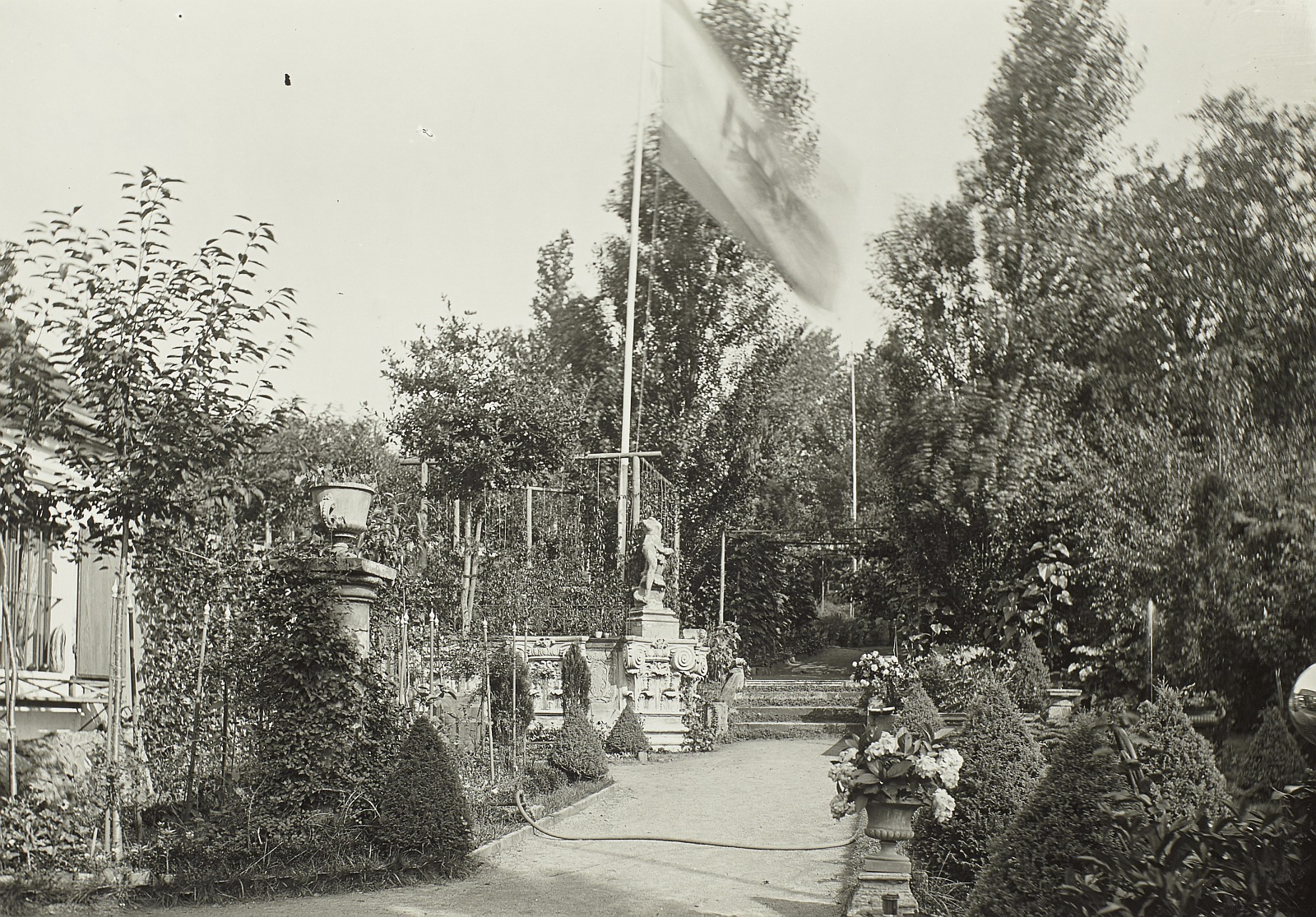
„Mein Gartengrundstück im Ritzschkegrund“

Auf dem Grundstück wurde 1884 ein kleines, eingeschossiges Haus mit Satteldach durch den Kötzschenbrodaer Mauermeister Moritz Große errichtet. Es bestand aus zwei Stuben, Küche, Kammer, Stall und Schuppen. 1892 erwarb Donadini das Anwesen im Rietzschkegrund als Gartengrundstück.
Donadini beantragte 1908, zu jener Zeit Hofrat, Professor an der Kunstgewerbeschule in Dresden und Zeichenlehrer von Königin Carola, „einen bescheidenen Erweiterungsbau; Atelier für den Sommeraufenthalt“. Der Bau sollte durch den Baumeister F. A. Bernhard Große ausgeführt werden. Baugenehmigung wurde im Juli 1908 erteilt. Nach Schreiben von 1911 mit Begründungen, warum der Bau noch nicht ausgeführt sei, erfolgten erneute Baugenehmigungen im Juni 1911 sowie im November 1911. Am 27. Dezember 1911 erging die Bauvollendungsanzeige. 1913 ließ Donadini nach einem Entwurf des Dresdner Baumeisters Max Preiss einen Sammlungsraum anbauen.
Ab diesem Zeitpunkt benutzte Donadini das Anwesen bis zu seinem Tod 1936 als Alterswohnsitz. Aus Groll über die weiblichen Familienmitglieder zog er sich dorthin zurück und hatte nur noch mit seinem Sohn Carlo familiäre Kontakte.

## Beschreibung

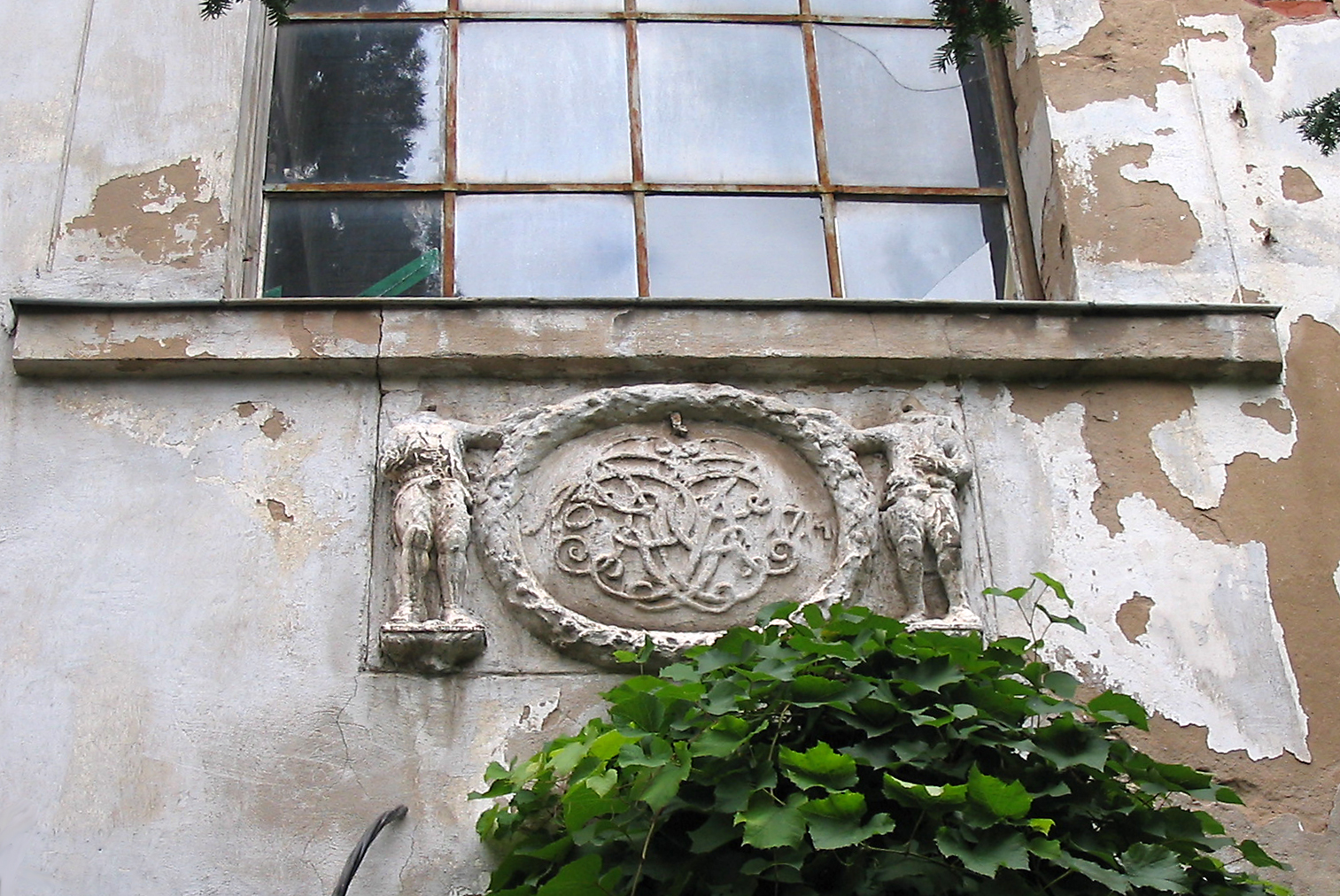
Relief zwischen Portal und Atelierfenster

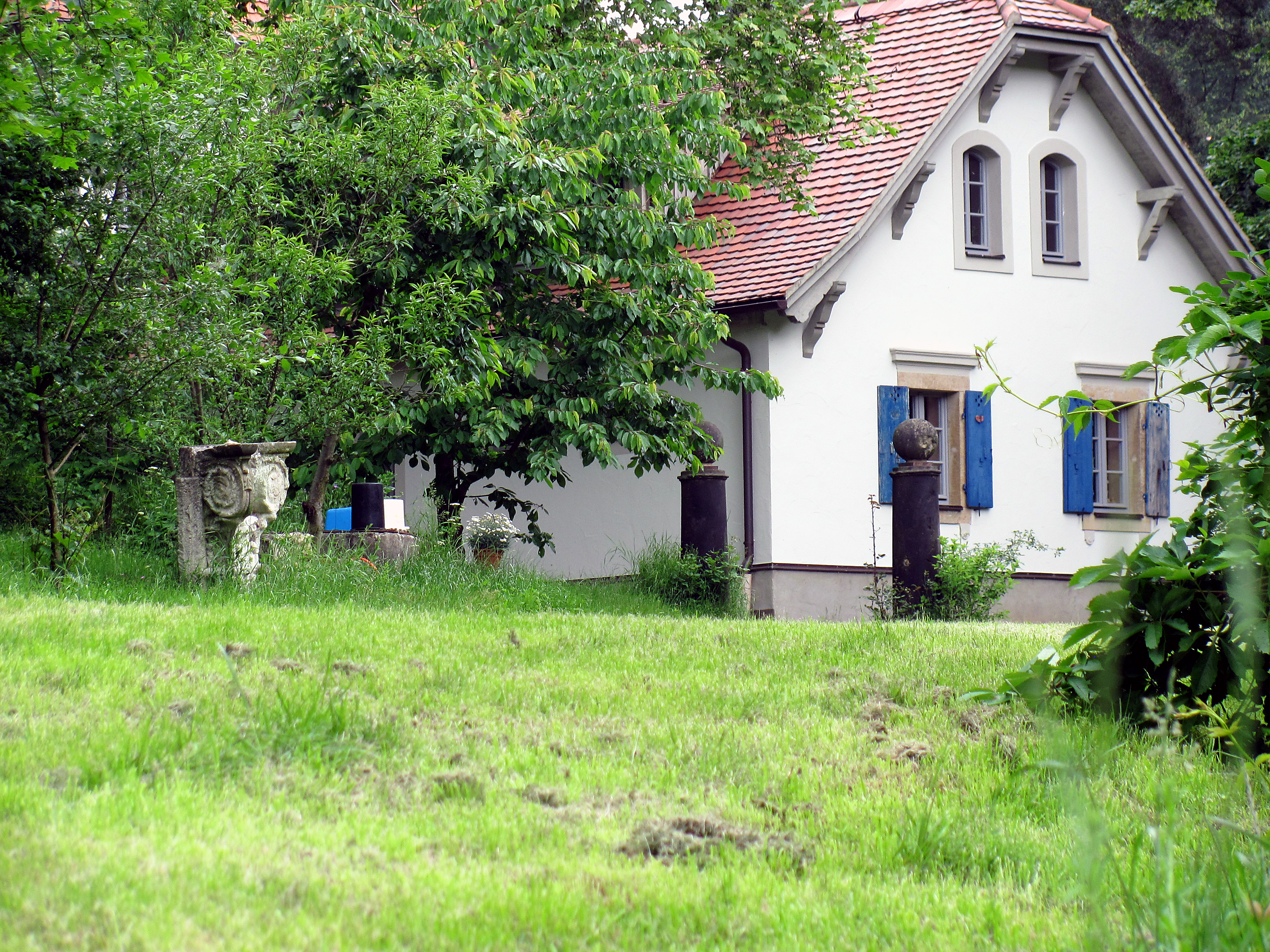
Ursprungsgebäude mit Spolien

Das denkmalgeschützte Anwesen besteht aus dem Atelier- und Sommerhaus sowie einem großen Garten, der Denkmalumfang wird dokumentiert als „Gebäudegruppe aus Wohnhaus, Atelierbau und dessen späterer Erweiterungsbau, dazu Nebengebäude, Toranlage, Einfriedung, Garten, Bauplastik als Spolien, Stelen und andere Kleindenkmale“. Zentrum des Gebäudes ist ein turmartiges, zweigeschossiges Atelierhaus mit etwa quadratischem Grundriss und einem Mansard-Zeltdach. Zur Straßenseite ist das eingeschossige Wohngebäude mit einseitigem Krüppelwalmdach angeschlossen, zur anderen Seite ein Pavillon mit flachem Walmdach. Dieser Bau ohne Fenster diente als Raum für Sammlungen.
Das geputzte Ateliergebäude hat in der Mitte ein Sitznischenportal aus der ersten Hälfte des 16. Jahrhunderts, auf beiden Seiten flankiert durch rechteckige Fenster. Über dem Portal befindet sich, nach Osten ausgerichtet, ein hohes Atelierfenster mit Stichbogen, das Dach darüber ist abgeschleppt. Zwischen Portal und Atelierfenster befindet sich ein Relief mit einem Kranz und Buchstabenornamentik, gehalten durch zwei Männer.